# Chanthaburi
Chanthaburi (Thai: จันทบุรี, Aussprache: [t͡ɕantʰábùriː], von den Einwohnern meist nur Mueang Chan genannt) ist die Hauptstadt der Provinz Chanthaburi. Die Provinz Chanthaburi liegt im östlichen Teil der Zentralregion von Thailand. Chanthaburi ist gleichzeitig die Hauptstadt des Landkreises (Amphoe) Mueang Chanthaburi.

## Etymologie
Der Name kommt von Sanskrit चन्द्र (candrá, „Mond“) und पुर (pura, „Stadt“). Der volkstümliche Name เมืองจันทร์ (Mueang Chan) bedeutet ebenfalls „Mondstadt“.

## Geographie
Chanthaburi liegt im Südosten Thailands an der Küste des Golfs von Thailand inmitten der fruchtbaren Ebene des Maenam Chanthaburi. Die Entfernung zur Hauptstadt Bangkok beträgt etwa 245 Kilometer.
Viele christliche Vietnamesen haben sich hier niedergelassen, deren Einfluss spürbar ist. Am südlichen Stadtrand befinden sich alte Befestigungsanlagen, die zum Meer hin schützen sollten.

## Klimatabelle
|                       | Jan  | Feb  | Mär  | Apr  | Mai  | Jun  | Jul  | Aug  | Sep  | Okt  | Nov  | Dez  |   |      |
| Mittl. Tagesmax. (°C) | 31,8 | 32,5 | 32,8 | 33,4 | 32,3 | 30,9 | 30,6 | 30,4 | 30,5 | 31,3 | 31,2 | 30,8 | ⌀ | 31,5 |
| Mittl. Tagesmin. (°C) | 19,6 | 21,2 | 22,5 | 23,4 | 24,0 | 24,3 | 24,0 | 24,0 | 23,6 | 23,1 | 21,7 | 20,0 | ⌀ | 22,6 |
|                       |      |      |      |      |      |      |      |      |      |      |      |      |   |      |
| Niederschlag (mm)     | 13   | 46   | 72   | 120  | 346  | 503  | 464  | 533  | 568  | 297  | 72   | 14   | Σ | 3048 |
|                       |      |      |      |      |      |      |      |      |      |      |      |      |   |      |
| Sonnenstunden (h/d)   | 9,1  | 8,5  | 7,9  | 7,9  | 5,6  | 4,1  | 4,5  | 4,1  | 4,1  | 5,7  | 8,0  | 9,2  | ⌀ | 6,5  |
|                       |      |      |      |      |      |      |      |      |      |      |      |      |   |      |
| Luftfeuchtigkeit (%)  | 73   | 78   | 85   | 82   | 86   | 87   | 87   | 88   | 89   | 85   | 78   | 72   | ⌀ | 82,5 |

| 19,6 |

| 21,2 |

| 22,5 |

| 23,4 |

| 24,0 |

| 24,3 |

| 24,0 |

| 24,0 |

| 23,6 |

| 23,1 |

| 21,7 |

| 20,0 |

| 19,6 |

| 21,2 |

| 22,5 |

| 23,4 |

| 24,0 |

| 24,3 |

| 24,0 |

| 24,0 |

| 23,6 |

| 23,1 |

| 21,7 |

| 20,0 |

## Wirtschaft, Bildung und Bedeutung
Sehr bekannt ist Chanthaburi für den Obstanbau, insbesondere Orangen, Ananas, Durian, Rambutan und Mango werden hier viel geerntet.
Die reichen Edelstein-Minen der Gegend sorgen für Nachschub für die zahlreichen kleinen Edelsteinschleifereien der Stadt. Insbesondere Rubine und der Rote Saphir sind zu finden. Der bis zum heutigen Tage wertvollste Edelstein der Region datiert aus dem Jahr 1983 und wurde „Bunsong Wong-Jampi“ (บุญส่ง วงษ์จำปี) benannt.

### Ausbildung
- Rajabhat-Universität Rambhaibarni
- Burapha-Universität, Chanthaburi Campus
- Rajamangala University of Technology Tawan-ok, Chanthaburi Campus
- Offene Universität Sukhothai Thammathirat, Chanthaburi Campus

Kathedrale von Chanthaburi

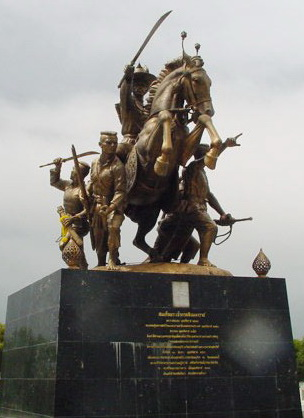
Taksin-Statue

## Geschichte
Chanthaburi ist eine sehr alte Siedlung der Khmer, vermutlich aus dem 9. Jahrhundert. Im 14. Jahrhundert kam die Stadt an Ayutthaya und wurde als Handelsplatz und Seehafen genutzt. Nach der Zerstörung Ayutthayas versuchte der lokale Fürst, sich von Siam unabhängig zu machen. Der spätere König Taksin machte auf seinem Wiedereroberungsfeldzug 1767 kurzen Prozess und ließ ihn hinrichten.
Siehe auch: Geschichte Thailands.

## Sehenswürdigkeiten
- Kathedrale Notre Dame (Thai: โบสถ์คาทอลิกจันทบุรี, auch: อาสนวิหารพระนางมารีอาปฏิสนธินิรมล) – im Stil französischer Kirchenbauten 1880 errichtet.
- Die 1893 enthüllte Reiterstatue des Königs Taksin steht im Erholungspark auf der Tha Luang Straße gegenüber dem Bangkok Hospital Chanthaburi.
- Die wohl berühmteste Edelsteinstraße Thailands, die Thanon Si Chan (Thai: ถนนศรีจันทร์, Sri-Chan-Straße) liegt mitten in der Stadt Chanthaburi.
- Der Lak Mueang (Stadtsäule – ศาลหลักเมือง) von Chanthaburi wurde 1981 unmittelbar gegenüber der Stadtbibliothek errichtet.
- Edelsteinmine Khao Phloi Waen – nördlich der Stadt gelegene Mine, die besichtigt werden kann. In der Nähe stehen eine Chedi (Chedi Yot Khao Phloi Waen, เจดีย์ยอดเขาพลอยแหวน) und ein Mondop mit einem Fußabdruck des Buddha.
- Obstfest – eine Art Erntedankfest, das alljährlich im Mai oder Juni gefeiert wird, um die regelmäßig guten Ernten in der Provinz zu würdigen.

## Persönlichkeiten
- Preeda Chullamondhol (1945–2010), Radrennfahrer
- Sirisak Musbu-ngor (* 1986), Fußballspieler
- Somchai Singmanee (* 1986), Fußballspieler
- Pichit Ketsro (* 1987), Fußballspieler
- Pratya Narach (* 1989), Fußballspieler
- Tinnakorn Asurin (* 1990), Fußballspieler
- Jakree Pankam (* 1992), Fußballspieler
- Kasidit Kalasin (* 2004), Fußballspieler
- Worawut Noisri (* 2005), Fußballspieler